# The Fighting Cocks
The Fighting Cocks (en français Le Combat de coqs) est une salle de concert construite en 1890, en activité depuis les années 1930 et située à Kingston upon Thames, le centre administratif du district Royal de Kingston, au sud-ouest de Londres (Angleterre),. Elle est historiquement spécialisée dans les spectacles de rock'n'roll, punk, metal, ska, rock alternatif, rockabilly, electro, comédie et cabaret. Elle a connu son premier apogée grâce aux tournées de Jazz à la fin des années 1930 et au travers des années 1940. Elle est maintenant un standard du 'London live circuit'. C'était un lieu plébiscité pour l'accueil de sessions de répétitions et d'improvistion pour des artistes tels que Eric Clapton, CBE ou Les Rolling Stones. Depuis 1992, c'est également devenu une plate-forme d'entraînement face à un public et un lieu d'évaluations pour les étudiants en Musique et en Théâtre de l'Université de Kingston.

## Histoire
Les artistes non signés, underground et établis sont invités à se produire. La gestion finale du lieu a ouvert ses portes en 2000. The Fighting Cocks coopère avec les promoteurs de Banquet Records basés à quelques minutes à pied du centre-ville, qui faisait autrefois partie de la chaîne Beggars Banquet Records. Banquet Records hébergent également l'agence artistique Gravity DIP. Tous les lundis, le lieu se transforme pour la soirée de stand-up: la 'Outside the Box Comedy Night' plusieurs fois primée et ayant notamment accueilli Robin Williams, Jo Brand, Bill Bailey, Lenny Henry, Dara O'Briain, Lee Mack, Frank Skinner, Al Murray, Jack Dee, Stephen Merchant, Jimmy Carr ou Mickey Flanagan.

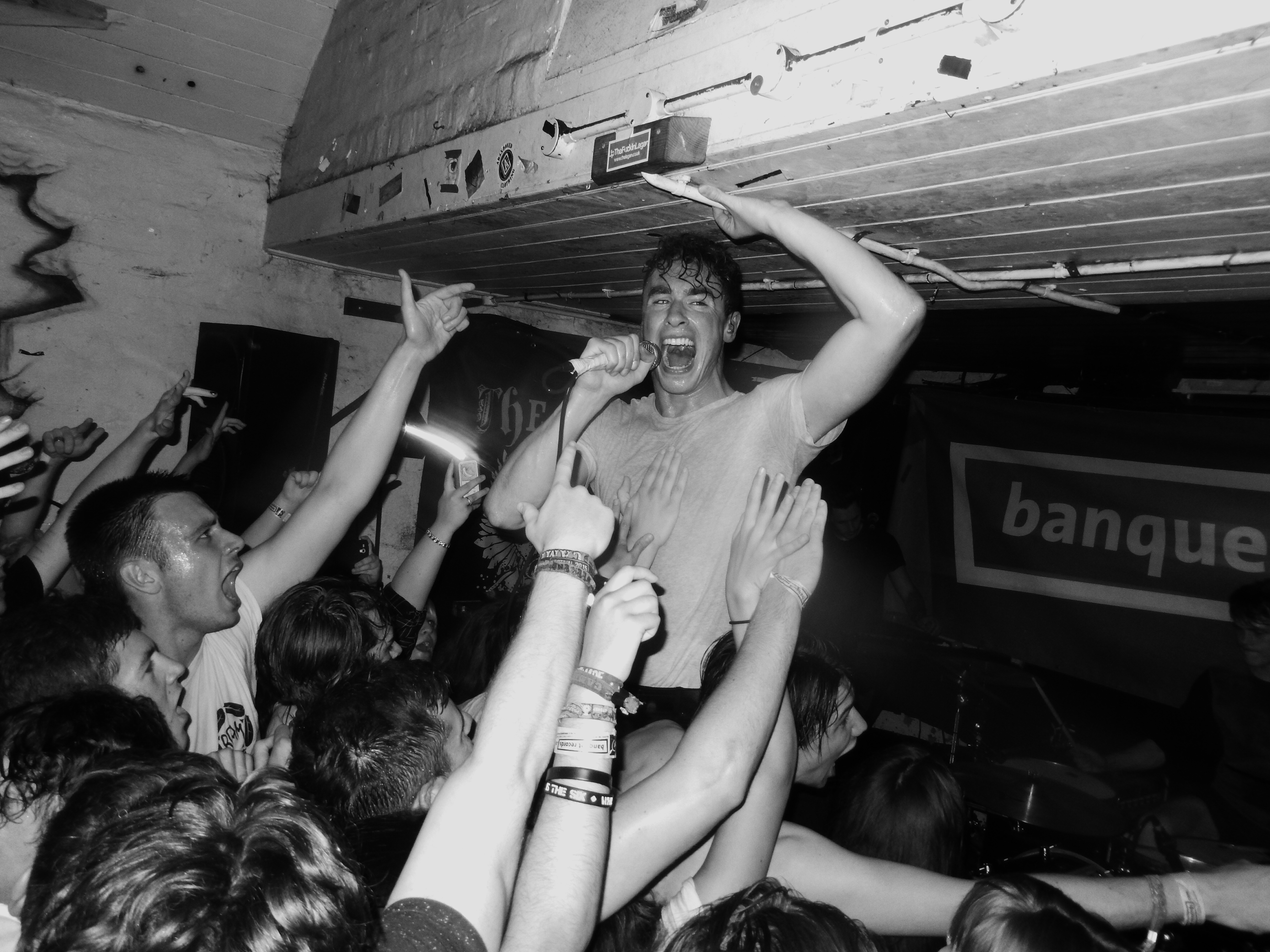
Don Bronco
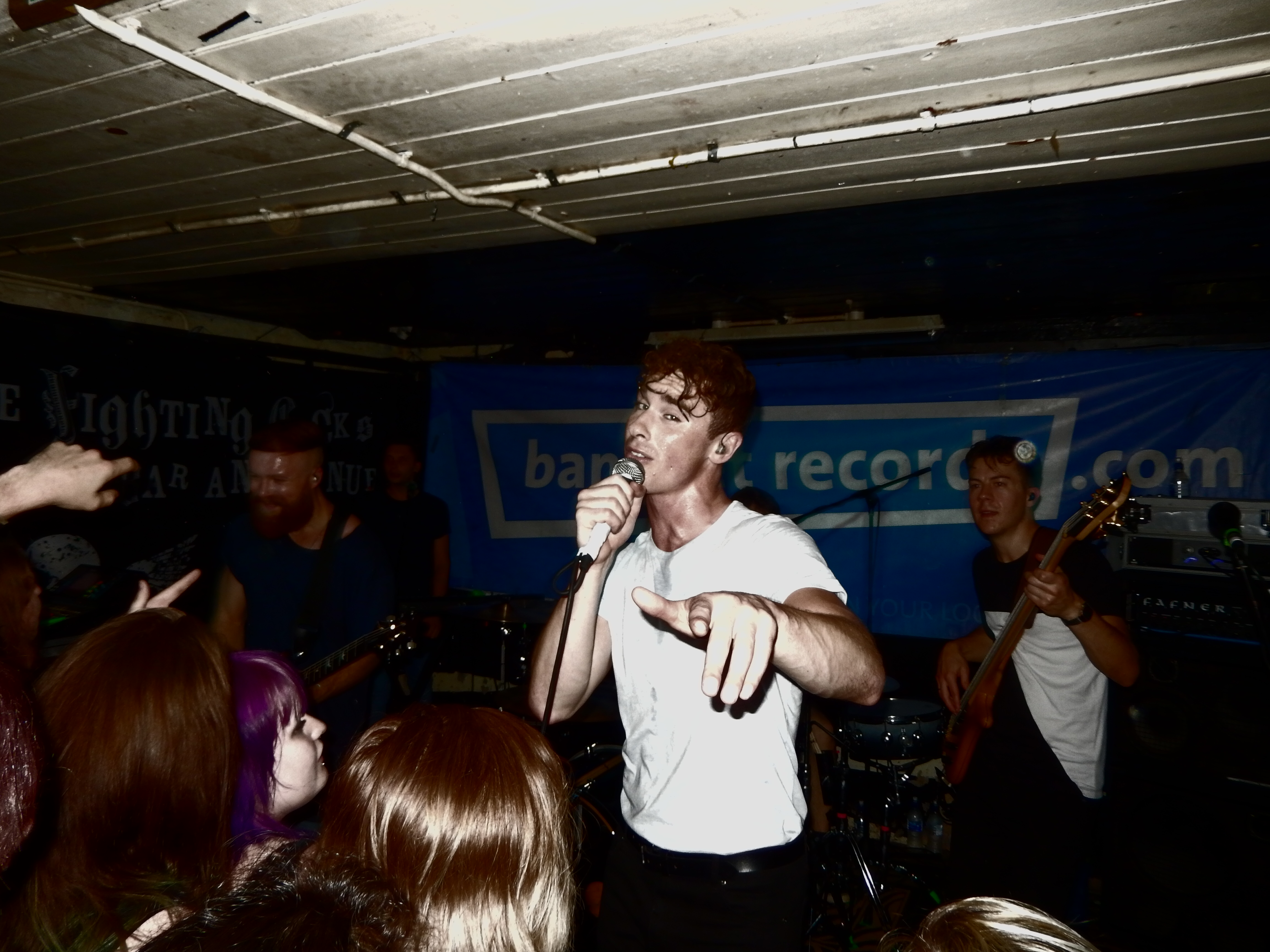
Don Bronco
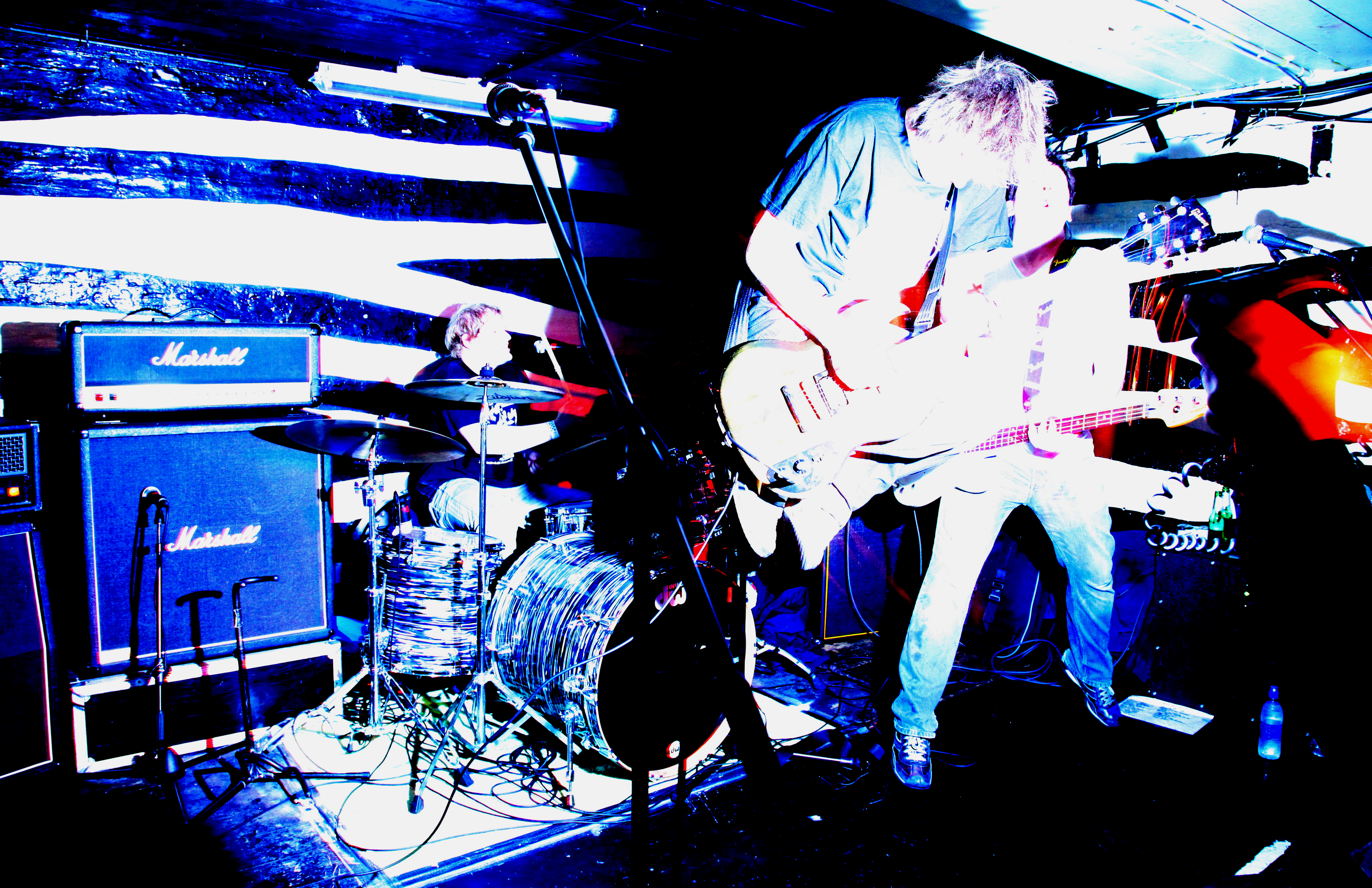
The Stupids en 2009.
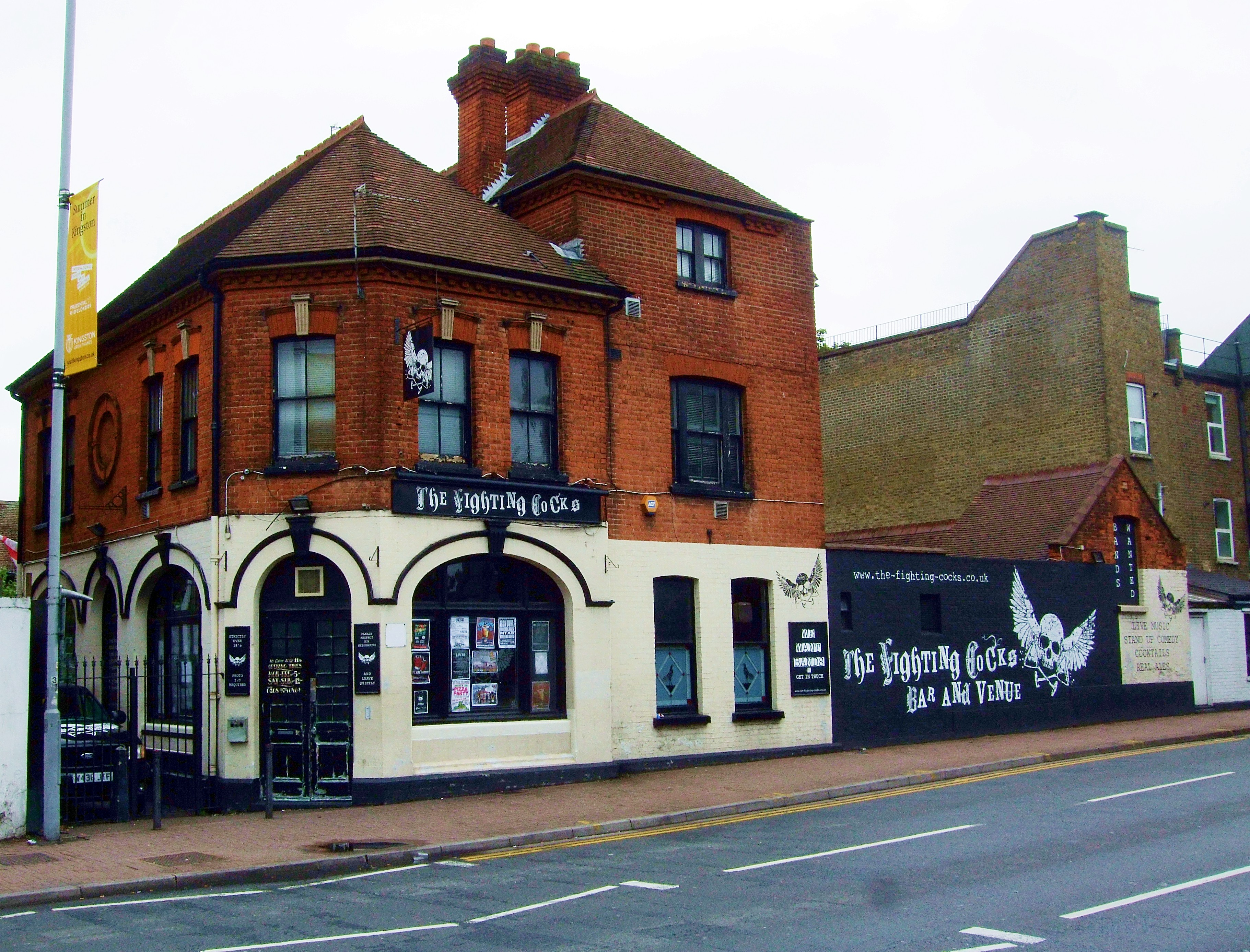
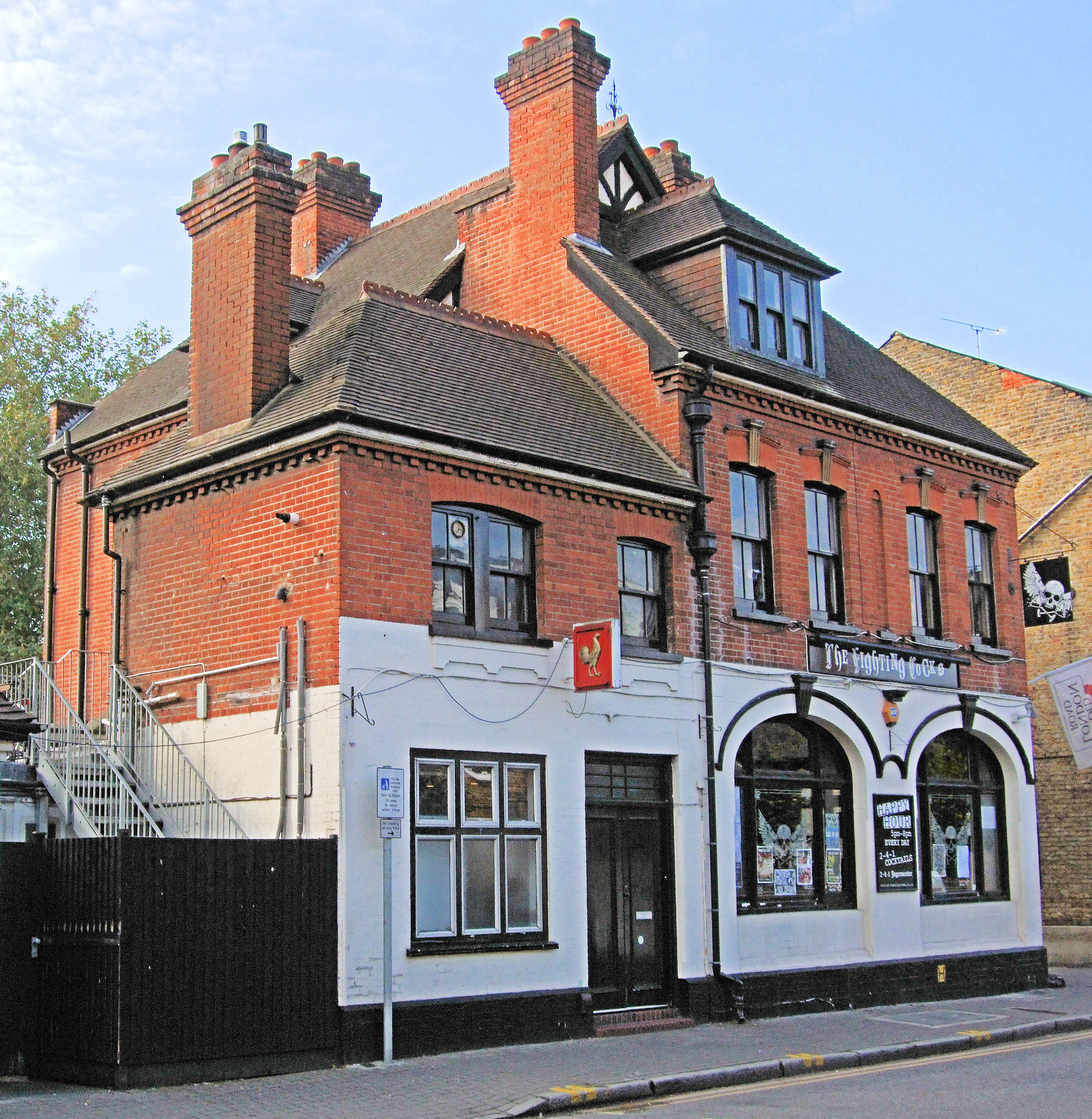

## Artistes musicaux
Les artistes passés incluent: 
| Musiciens                        | Pays            | Musiciens              | Pays            |
| -------------------------------- | --------------- | ---------------------- | --------------- |
| Andrew Koji Shiraki              | : United States | Polar                  | : Norway        |
| Crossfaith                       | : Japan         | The Peacocks           | : Switzerland   |
| Cancer Bats                      | : Canada        | Fucked Up              | : Canada        |
| Gay for Johnny Depp              | : United States | New Found Glory        | : United States |
| The Stupids                      | : England       | The Flatliners         | : Canada        |
| Frank Turner                     | : England       | Hundred Reasons        | : England       |
| Lower Than Atlantis              | : England       | Rolo Tomassi           | : England       |
| Voodoo Glow Skulls               | : United States | Marmozets              | : England       |
| Guttermouth                      | : United States | Johnny Foreigner       | : England       |
| Gnarwolves                       | : England       | Lonely The Brave       | : England       |
| The Menzingers                   | : United States | The Skints             | : England       |
| Against Me!                      | : United States | Every Time I Die       | : United States |
| Polar Bear Club                  | : United States | Strung Out             | : United States |
| The Unseen (band)                | : United States | Municipal Waste (band) | : United States |
| Teenage Bottlerocket             | : United States | Star Fucking Hipsters  | : United States |
| Four Year Strong                 | : United States | Knuckle Puck           | : United States |
| Cerebral Ballzy                  | : United States | Walter Schreifels      | : United States |
| H2O (American band)              | : United States | Letlive                | : United States |
| Terror (band)                    | : United States | Madball                | : United States |
| The Blackout (band)              | : Wales         | Time Again             | : United States |
| Anti-Flag                        | : United States | The Hard Ons           | : Australia     |
| Hot Club De Paris                | : England       | Gallows (band)         | : England       |
| Get Cape. Wear Cape. Fly         | : England       | The King Blues         | : England       |
| Jim Jones and The Righteous Mind | : England       | Young Guns (band)      | : England       |
| Drenge                           | : England       | The Wedding Present    | : England       |
| Blood Red Shoes                  | : England       | Blitz Kids             | : England       |
| Capdown                          | : England       | Sonic Boom Six         | : England       |

## Sources
1. ↑  (en) The Folk Directory, English Folk Dance and Song Society., 1979 (lire en ligne)
2. ↑  (en) Dara O. Briain, Tickling the English, Penguin Books Limited, 1er octobre 2009, 320 p. (ISBN 978-0-14-193257-6, lire en ligne)
3. ↑  (en) Carl Allen, London Gig Venues, Amberley Publishing Limited, 15 avril 2016, 176 p. (ISBN 978-1-4456-5820-9, lire en ligne)
4. ↑  Charlotte Richardson Andrews, « The gig venue guide: the Fighting Cocks, Kingston upon Thames », The Guardian,‎ 10 juin 2014 (lire en ligne)
5. ↑  « Kingston Performers », OutsideTheBoxComedy.co.uk, 17 janvier 2019 (consulté le 19 janvier 2019)